# Georgij Vladimirovič Ivanov
Georgij Vladimirovič Ivanov, (in russo Георгий Владимирович Иванов?) (Governatorato di Kovno, 29 ottobre 1894 – Hyères, 26 agosto 1958), è stato uno scrittore e poeta russo. È considerato uno dei più grandi poeti dell'emigrazione russa.

## Biografia

### Infanzia e periodo pietroburghese
Figlio di un ufficiale, nasce nel 1894 nel governatorato di Kovno in Lituania. Passa parte dell'infanzia a Studenki fino al 1905 quando viene ammesso a Jaroslavl' nel corpo dei Cadetti.
Nel 1907, su richiesta del padre viene trasferito nel secondo corpo dei Cadetti a San Pietroburgo e lì comincia a scrivere le sue prime composizioni che invia a giornali e riviste e vengono pubblicate presso le riviste dei Cadetti. Nel 1909 conosce i poeti Čulkov e Gorodeckij. La prima pubblicazione di rilievo è datata al 1910 sulle pagine del settimanale pietroburghese "Vse novosti literatury, iskusstva, teatra, techniki i promyšlennosti"  (Все новости литературы, искусства, театра, техники и промышленности). Questa prima pubblicazione comprendeva le poesie Fratello autunnale (Осенний брат) e Icaro (Икар). In questo periodo conosce anche l'importante poeta russo Aleksandr Blok e subisce l'influenza di Severjanin, Gumilëv e Kuzmin, al quale era stato raccomandato da Gorodeckij affinché lo accettassero nella Accademia del verso. Dal 1911 prende parte all'Accademia di egopoesia di Severjanin. Dal 17 marzo 1911 dirige la sezione artistica del settimanale Gaudeamus. Il 25 ottobre, su richiesta della madre, abbandona il corpo dei Cadetti per tornare a casa. A dicembre esce la sua prima raccolta di versi Partenza per Citera (Отплытие на о. Цитеру). Nel 1912 ottiene il primo successo nei circoli letterari di San Pietroburgo. Pubblica i suoi componimenti presso riviste come Satirikon, Peterburskij Glašataj, Novyj Žurnal dlja Vsech e Nižegorodec.
All'incontro in occasione del venticinquesimo anniversario dell'attività poetica di K. D. Bal'mont  conosce al Cane Randagio Gumilëv. Sono presenti all'incontro anche Anna Achmatova e Osip Mandel'štam. Nell'inverno 1912 viene ammesso alla Gilda dei poeti. A novembre esce dal gruppo degli Egofuturisti e il mese seguente conosce Nikolaj Alekseevič Kljuev. L'anno seguente pubblica sui giornali Den, Satirikon, Niva, Russkaja molva e Apollon e assiste alle lezioni dell'Università di Pietroburgo. Il 13 ottobre conosce alla lezione di Čukovskij sul futurismo Adamovič.
Dal 1914 collabora alla rivista Apollon, sostituendo Gumilëv, arruolatosi come volontario nelle armate zariste. Qui pubblica articoli critici sulla poesia di guerra. Collabora anche agli almanacchi Otzvuki Vojny, Prjanik Osirotevšim detjam e Zeljonyj Cvetok. Nel 1915 viene pubblicato presso la casa editrice Lukomor'e la sua raccolta di versi di guerra dal titolo Pamjatnik Slavy. Dall'anno seguente fa parte della Seconda Gilda dei Poeti.

### L'emigrazione
Il 26 settembre 1922 Ivanov parte per la Germania e passa a Berlino dieci mesi. Sua moglie, la poetessa Irina Vladimirovna Odoevceva abbandona l'URSS nel dicembre dello stesso anno, per raggiungere il marito nell'ottobre 1923. Arrivato a Parigi diventa uno dei più importanti rappresentanti della prima emigrazione russa e collabora a molte riviste in veste di poeta, critico e giornalista. 
Negli anni '30 insieme con Adamovič pubblica per la rivista dell'emigrazione russa in Francia Čisla. Durante la Seconda guerra mondiale vive con la moglie nella città francese di Biarritz, che nel 1940 è occupata dalle truppe naziste. Nel 1943 i coniugi vengono espropriati dei propri beni, ma rimangono nella città fino al 1946, anno in cui comincia il periodo parigino della produzione letteraria di Ivanov. Dall'inizio del febbraio 1955 fino alla sua scomparsa vive nella più completa miseria nell'ospizio di Hyères, vicino a Nizza. Solo cinque anni più tardi la moglie riesce a raccogliere il denaro necessario per trasferire la salma a Parigi.

## Giudizi dei contemporanei
(Aleksandr Blok, Prefazione a Camera di Ivanov)
(Vol'fgang Kazak, Leksikon russkoj literatury XX veka)

## Fortuna
L'importanza di Ivanov per la poesia russa è stata completamente rivalutata negli ultimi decenni, soprattutto dopo la pubblicazione delle sue opere complete negli anni '90. Basti pensare che le prime pubblicazioni in Russia sono del 1989. 

### Opere di Ivanov in russo

#### Poesia
- «Отплытие на о. Цитеру» (СПб., «Ego», 1912)
- «Горница» (Спб., «Гиперборей», 1914)
- «Памятник славы» (Спб., «Лукоморье», 1915)
- «Вереск». Вторая книга стихов (Пг., «Альциона», 1916)
- «Сады». Третья книга стихов (Пг., «Петрополис», 1921)
- «Сады». Третья книга стихов (Берлин, «Изд-во С. Эфрон», 1922)
- «Лампада. Собрание стихотворений. Книга первая.» (Пг., «Мысль», 1922)
- «Вереск. Вторая книга стихов.» 2-е изд. (Берлин, Пг., М., «Изд-во З. И. Гржебина», 1923)
- «Розы» (Париж, «Родник», 1931)
- «Отплытие на остров Цитеру» (Берлин, «Петрополис», 1937)
- «Портрет без сходства» (Париж, «Рифма», 1950)
- «1943—1958. Стихи» (Нью-Йорк, Изд-во «Нового журнала», 1958)

#### Prosa
- Петербургские зимы — Париж: Родник, 1928
- Третий Рим. Роман, ч. 1 // «Современные записки», № 39-40, 1929; фрагменты из ч. 2 // «Числа», № 2-3, 1930
- Распад атома — Париж, 1938
- Петербургские зимы — Нью-Йорк: Изд. им. Чехова, 1952 — seconda edizione

### Opere di Ivanov tradotte
- Georgy Ivanov,  On the Border of Snow and Melt: Selected Poems, su percevalpress.com. URL consultato il 10 febbraio 2014 (archiviato dall'url originale il 5 ottobre 2011).. Translated and Annotated by Jerome Katsell and Stanislav Shvabrin. Introduction by Stanislav Shvabrin. Santa Monica: Perceval Press, 2011 532 cc., ISBN 978-0-9774869-4-6).
- Georgij Ivanov, La terza Roma, Voland, 1995,  p. 192, ISBN 978-8886586054.

### Opere critiche
- Krejd, Georgij Ivanov, Молодая гвардия, 2007, ISBN 5235029852.
- (RU) Юрий Арьев, Жизнь Георгия Иванова, 2009,  p. 488, ISBN 9785743901388.
- AA.VV., Numero monografico su Georgij Ivanov (PDF), in eSamizdat, VII, n. 1, Alessandro Catalano, Simone Guagnelli, 2009,  p. 411. URL consultato il 10 febbraio 2014 (archiviato dall'url originale il 22 febbraio 2014).